# See You Again (canção de Wiz Khalifa)
"See You Again" é uma canção do rapper estadunidense Wiz Khalifa com a participação do cantor compatriota Charlie Puth. Foi lançada em 17 de março de 2015 como single da banda sonora do filme estadunidense Velozes e Furiosos 7, pela editora discográfica Atlantic. Foi o single de tributo ao ator Paul Walker, que faleceu em novembro de 2013, em decorrência a um acidente de carro. A canção foi escrita por DJ Frank E, Melky d'Jesus, Wiz Khalifa, Yaseen Zuberi e Andrew Cedar. A canção detém o recorde de faixa mais reproduzida em um único dia no Spotify nos Estados Unidos (4,2 milhões de transmissões em 13 de abril de 2016), e também estabeleceu o recorde para a maior número de streams em uma única semana, em 26 países, de 6 de abril a 12 de abril de 2016.

## Faixas e formatos
- Download digital[4]

1. See You Again (com a participação de Charlie Puth) — 3:49[5]
2. See You Again (Remix) ( com a participação de Taeyeon ) — 3:52

(Asia version)

## Performance comercial
O single estreou na vigésima nona posição na Hot R&B/Hip-Hop Songs, com mais de 25 mil copias na semana de lançamento. Digitalmente o single liderou os gráficos de vendas do iTunes com mais de 464 mil downloads. A canção alcançou a liderança da Billboard Hot 100 em 15 de abril de 2015, tirando da liderança o sucesso "Uptown Funk" de Mark Ronson e Bruno Mars, que foi a primeira colocada por quatorze semanas consecutivas. A faixa foi o quarto top dez solo de Khalifa na Hot 100, juntamente com Black and Yellow, No Sleep e Young, Wild & Free (dueto com Snoop Dogg). "See You Again" foi um enorme sucesso internacional, chegando a número um em quatorze países, incluindo o Estados Unidos.

## Vídeo musical

### Lançamento e conceito
O videoclipe foi dirigido por Marc Klasfeld e foi lançado em 6 de abril de 2015, em homenagem a Paul Walker, que atuou como Brian O'Conner na maioria dos filmes da franquia cinematográfica Velozes e Furiosos. Em duas semanas o videoclipe superou a marca de 100 milhões de visualizações no YouTube.
Em 6 de outubro de 2015 o vídeo chegou a 1 bilhão de visualizações.
Em 3 de setembro de 2016 o vídeo chegou aos 2 bilhões de visualizações.
Em 10 de julho de 2017 o vídeo de "See You Again" se tornou o mais visto de todos os tempos do YouTube, ultrapassando "Gangnam Style". Esse título não durou muito visto que no início de agosto de 2017 o videoclipe de "Despacito" chegaria ao primeiro lugar dos vídeos mais vistos de sempre naquele site. Ainda assim, no mesmo mês o vídeo de "See You Again" se juntou a "Despacito" como os únicos vídeos publicados no YouTube a terem sido acessados pelo menos 3 bilhões de vezes.

### Sinopse
No vídeo, Khalifa vai para as montanhas, aonde canta a canção, enquanto Charlie Puth toca piano. Algumas cenas de Velozes & Furiosos 7 aparecem durante o videoclipe. Na última cena do vídeo, os personagens Dominic Toretto (Vin Diesel) e O'Conner (interpretado aqui pelo irmão de Paul Walker) dirigem seus carros através de diferentes vias. A câmera conclui com um panorama de O'Conner se dirigindo até o pôr do sol, o que significa a morte da vida real de Paul Walker, servindo como homenagem ao ator.

## Performances ao vivo
Khalifa apresentou a canção no The Tonight Show Starring Jimmy Fallon em março de 2015. Em abril, o rapper performou o single na sétima temporada do reality show estadunidense The Voice. Wiz também se apresentou no The Ellen Show com Charlie Puth.

## Desempenho nas paradas e certificações
| Paradas (2015)                                       | Melhor posição |
| ---------------------------------------------------- | -------------- |
| O campo songid é OBRIGATÓRIO PARA PARADA ALEMÃ       | 1              |
| Austrália (ARIA)                                     | 1              |
| Áustria (Ö3 Austria Top 75)                          | 1              |
| Bélgica (Ultratip Bubbling Under de Flandres)        | 1              |
| Bélgica (Ultratop Flanders Urban)                    | 1              |
| Bélgica (Ultratop 50 da Valônia)                     | 2              |
| Canadá (Canadian Hot 100)                            | 1              |
| Coreia do Sul (Gaon)                                 | 49             |
| Coreia do Sul (Gaon International Chart)             | 3              |
| Dinamarca (Hitlisten)                                | 1              |
| Espanha (PROMUSICAE)                                 | 5              |
| Estados Unidos (Billboard Hot 100)                   | 1 (12x)        |
| Estados Unidos (Billboard R&B/Hip-Hop Songs)         | 1              |
| Estados Unidos (Billboard Hot Rap Songs)             | 1              |
| Estados Unidos (Billboard Dance/Mix Show Airplay)    | 32             |
| Estados Unidos (Billboard Mainstream Top 40)         | 13             |
| Estados Unidos (Billboard Rhythmic)                  | 12             |
| Europa (Billboard Euro Digital Song Sales)           | 1              |
| Finlândia (Suomen virallinen lista)                  | 1              |
| França (SNEP)                                        | 2              |
| Grécia (Billboard Greece Digital Songs)              | 2              |
| Hungria (Single Top 40)                              | 1              |
| Irlanda (IRMA)                                       | 1              |
| Itália (FIMI)                                        | 1              |
| Luxemburgo (Billboard Luxembourg Digital Song Sales) | 1              |
| Nova Zelândia (Recorded Music NZ)                    | 1              |
| Noruega (VG-lista)                                   | 1              |
| Países Baixos (Dutch Top 40)                         | 3              |
| Países Baixos (Single Top 100)                       | 3              |
| Portugal (Billboard Portugal Digital Song Sales)     | 1              |
| Reino Unido (UK Singles Chart)                       | 1              |
| Reino Unido (OCC UK R&B)                             | 1              |
| Suécia (Sverigetopplistan)                           | 1              |
| Suécia (Veckan Heatseeker)                           | 1              |
| Suíça (Schweizer Hitparade)                          | 1              |

| País (Empresa)        | Certificação |
| --------------------- | ------------ |
| Austrália (ARIA)      | Platina      |
| Itália (FIMI)         | 5× Platina   |
| Nova Zelândia (RIANZ) | Ouro         |
| Reino Unido (BPI)     | Prata        |

## Histórico de lançamento
| País           | Data                | Formato                | Gravadora |
| -------------- | ------------------- | ---------------------- | --------- |
| Estados Unidos | 17 de março de 2015 | Digital download       | Atlantic  |
| Estados Unidos | 7 de abril de 2015  | Contemporary hit radio | Atlantic  |
| Reino Unido    | 12 de abril de 2015 | Digital download       | Atlantic  |